# Julio Iglesias Jr.

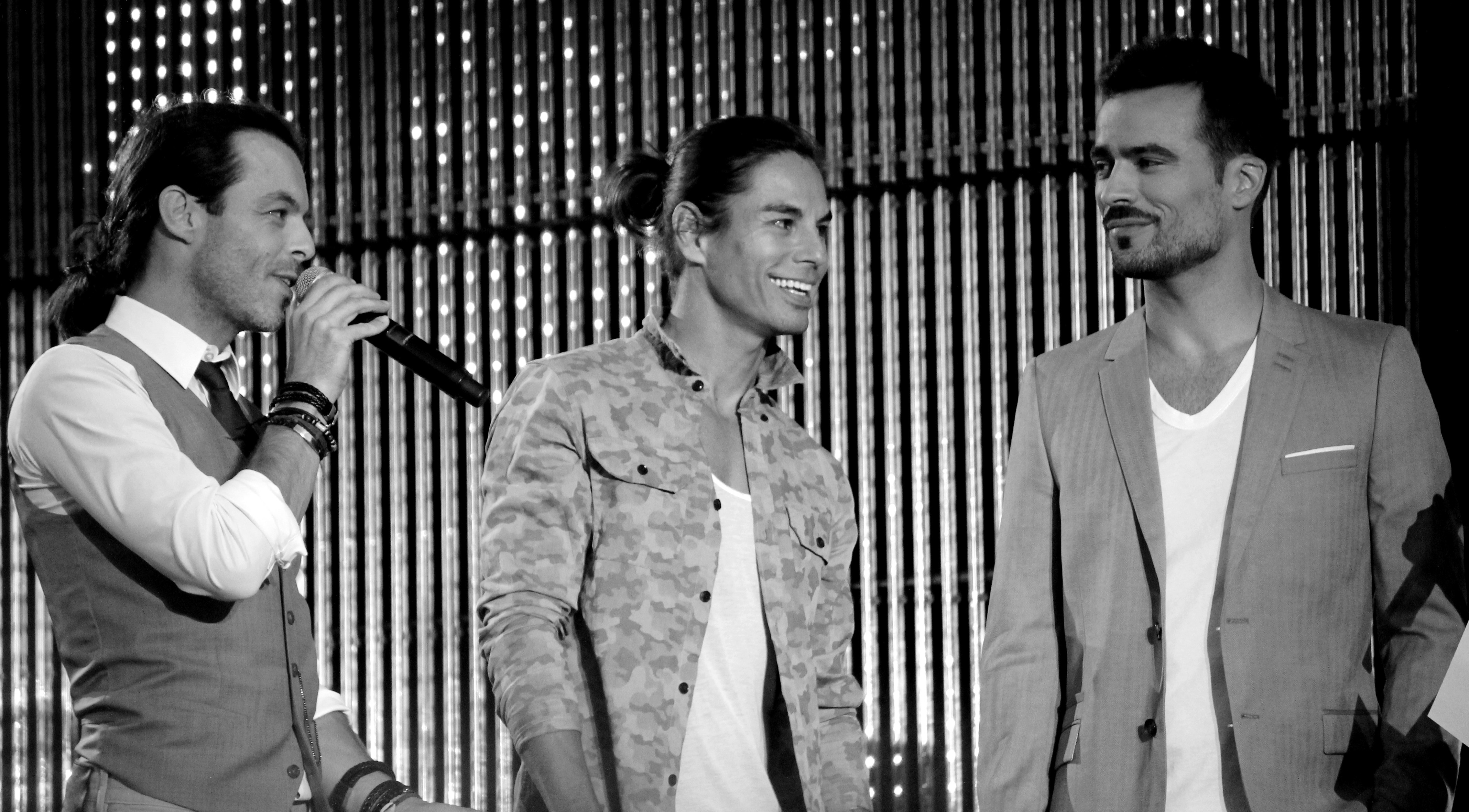
Julio Iglesias Jr. (Mitte) mit Nuno Resende und Damien Sargue (2014)

Julio José Iglesias Preysler (* 25. Februar 1973 in Madrid) ist ein spanischer Pop-Sänger.

## Leben
Julio Iglesias Jr. ist der Sohn von Julio Iglesias und Isabel Preysler und der Bruder von Enrique Iglesias und Chabeli Iglesias.
1979 ließen sich die Eltern von Julio scheiden. Danach lebte Julio mit seinen Brüdern und seinem Vater in Miami. Nach Studien in Kalifornien arbeitete er in New York City als Model für die Agentur Ford.
Er spielte in zwei Soap Operas, darunter All My Children.
2003 erschien sein zweites Album Tercera Dimension bei Warner Music Group.
2007 nahm Julio an der fünften Staffel von Strictly Come Dancing in Spanien teil.
2008 gewann er die erste Staffel der amerikanischen Reality-TV-Sendung Gone Country, und erhielt dadurch die Möglichkeit, eine Country-Single herauszubringen. Im gleichen Jahr erschien sein drittes Album Por la Mitad, auf dem er in spanischer Sprache internationalen Standards von Cyndi Lauper, Robbie Williams, Cock Robin, Umberto Tozzi und George Michael interpretiert.
2009 ist er seit der Fernsehsendung Batalla de las Américas zu einem Pop Idol geworden.

2012 arbeitete er mit dem DJ Abel the Kid zusammen an zwei Titeln: Piece of my love und Smile.
2014 trat er der Gruppe Latin Lovers von Damien Sargue und Nuno Resende bei und brachte ein Album mit Latinmusik heraus.

## Diskografie (Alben)
- 1999: Under my Eyes
- 2003: Tercera Dimension
- 2008: Por la Mitad